# Barão de Antonina
Barão de Antonina is een gemeente in de Braziliaanse deelstaat São Paulo. De gemeente telt 2.835 inwoners (schatting 2009).